# Мениск (гидростатика)
Мени́ск (от греч. μηνίσκος ) — искривление свободной поверхности жидкости вследствие её соприкосновения с поверхностью твёрдого тела или (реже) другой жидкости. Образуется в каналах и порах, около стенок сосудов, у края тел, помещённых в жидкость.
В капиллярах мениск имеет сферическую форму, в достаточно узком зазоре между двумя плоскими стенками — цилиндрическую. Радиус кривизны мениска определяется соотношением сил когезии и адгезии на границе раздела.
В случае, если жидкость смачивает твёрдое тело, мениск образуется вогнутым в жидкость — вогнутый мениск, если не смачивает — выпуклым. Над вогнутым мениском давление паров жидкости ниже, над выпуклым выше, чем над плоской свободной поверхностью жидкости. Этим явлением объясняется ряд так называемых капиллярных эффектов, например всасывание жидкости в пористые материалы, появление разницы уровней между свободной поверхностью жидкости и сообщающейся с ней тонкой трубкой, явление капиллярной конденсации и так далее.
Разность давлений над мениском и плоской свободной поверхностью жидкости называется лапласовским (капиллярным) давлением. Радиусы кривизны мениска (в двух взаимно перпендикулярных плоскостях, нормальных поверхности мениска), капиллярное давление p и поверхностное натяжение жидкости σ связаны формулой
{\displaystyle p=\sigma \left({\frac {1}{R_{1}}}+{\frac {1}{R_{2}}}\right),}
которая называется законом Лапласа.